# Heidi Montag
Heidi Montag Pratt, född 15 september 1986 i Crested Butte, Colorado, är en amerikansk fotomodell, sångare och dokusåpakändis. 
Montag är framför allt känd från MTV-produktionerna Laguna Beach: The Real Orange County och The Hills. Hon arbetar med att planera event på Bolthouse Productions, jobbar på en sångkarriär och har ett klädesmärke kallat Heidiwood.
Hon är gift med Spencer Pratt. I juli 2010 begärde Heidi skilsmässa på grund av oförenliga meningsskiljaktigheter, men i oktober 2010 var paret tillsammans igen.  I januari 2010 uppmärksammades det att hon genomgått 10 plastikoperationer inom loppet av ett dygn.
Montag är syster till Holly Montag.

## Filmografi
| Television | Television                                                                    | Television | Television                     |
| År         | Titel                                                                         | Roll       | Övrigt                         |
| ---------- | ----------------------------------------------------------------------------- | ---------- | ------------------------------ |
| 2005       | Laguna Beach: The Real Orange County                                          | Sig själv  | 4 avsnitt                      |
| 2006-      | The Hills                                                                     | Sig själv  | 75 avsnitt                     |
| 2007       | 2007 MTV Video Music Awards                                                   | Sig själv  |                                |
| 2008       | What Perez Sez                                                                | Sig själv  | avsnitt: "About Reality Stars" |
| 2008       | Live with Regis and Kelly                                                     | Sig själv  | 1 avsnitt                      |
| 2008       | The Ellen DeGeneres Show                                                      | Sig själv  | 1 avsnitt                      |
| 2008       | Late Show with David Letterman                                                | Sig själv  | 2 avsnitt                      |
| 2008       | The View                                                                      | Sig själv  | 1 avsnitt                      |
| 2008       | Drama in the Hills: US Weekly Presents the Top 10 Most Memorable Moments Ever | Sig själv  |                                |
| 2008       | 2008 MTV Video Music Awards                                                   | Sig själv  |                                |
| 2009       | How I Met Your Mother                                                         | Sig själv  | 1 avsnitt                      |
| 2009       | I'm a Celebrity...Get Me Out of Here!                                         | Sig själv  | 2 avsnitt                      |
| 2013       | Celebrity Big Brother                                                         | Sig själv  |                                |
| 2014       | Celebrity Wife Swap                                                           | Sig själv  |                                |
| 2017       | Celebrity Big Brother                                                         | Sig själv  |                                |
| 2019       | The Hills: New Beginnings                                                     | Sig själv  |                                |
| 2020       | Celebrity Family Feud                                                         | Sig själv  |                                |
| Film       |                                                                               |            |                                |
| År         | Titel                                                                         | Roll       | Övrigt                         |
| 2011       | Min låtsasfru                                                                 | Kimberly   |                                |
| 2020       | Pâques Noires                                                                 | Diane      |                                |